# Championnats du Canada d'athlétisme
Les Championnats canadiens d’athlétisme (en anglais : Canadian Track and Field Championships) sont une compétition sportive annuelle organisée par Athlétisme Canada, qui désigne un champion national pour chaque discipline majeure de l'athlétisme.
Ces compétitions servent également de tournoi de qualification olympique (sous le nom des « essais olympiques ») dans les années des Jeux olympiques.

## Championnats de 2019
Ces championnats se sont déroulés à Montréal du 25 au 28 juillet. Le Marathon se déroule en octobre soit pendant le Marathon de Toronto. Le Championnats Canadien de Semi-Marathon se déroule à Winnipeg (16 juin). 
| Distance       | Or                                 | Argent                             | Bronze                           |
| -------------- | ---------------------------------- | ---------------------------------- | -------------------------------- |
| 100 mètres     | Aaron Brown - 10 s 03              | Andre De Grasse - 10 s 03          | Bismark Boateng - 10 s 25        |
| 200 mètres     | Aaron Brown - 20 s 03              | Brendon Rodney - 20 s 50           | Jerome Blake - 20 s 57           |
| 400 mètres     | Philip Osei - 45 s 64              | Joshua Cunningham - 46 s 03        | Austin Cole - 46 s 24            |
| 800 mètres     | Brandon McBride - 1 min 44 s 63    | Marco Arop - 1 min 46 s 93         | Abdullahi Hassan - 1 min 47 s 59 |
| 1500 mètres    | William Paulson - 3 min 48 s 75    | Corey Bellemore - 3 min 49 s 05    | Mike Tate - 3 min 49 s 69        |
| 3000 mètres SC | Matthew Hughes - 8 min 45 s 85     | Ryan Smeeton - 8 min 47 s 03       | John Gay - 8 min 48 s 26         |
| 5000 mètres    | Mohammed Ahmed - 13 min 54 s 92    | Justyn Knight - 13 min 56 s 68     | Thomas Fafard - 13 min 58 s 75   |
| Semi-Marathon  | Tristan Woodfine - 1 h 04 min 46 s | Dylan Wykes - 1 h 07 min 38 s      | Daniel Heschuk - 1 h 07 min 50 s |
| Marathon       | Trevor Hofbauer - 2 h 09 min 51 s  | Tristan Woodfine - 2 h 13 min 16 s | Cameron Levins - 2 h 15 min 01 s |